# U Leporis
U Leporis ist ein Riesenstern in einer Entfernung von etwa 3500 Lichtjahren im Sternbild Hase. Er ist ein RR-Lyrae-Stern und gehört somit zu den Pulsationsveränderlichen Sternen.
Bereits Jahre 1923 erwähnte Ejnar Hertzsprung in einem Beitrag die Veränderlichkeit von U Lep.

## Eigenschaften
Der Stern hat bereits die Rote Riesenphase hinter sich gelang und ist im Stadium des Heliumbrennens im Kern. Nachdem der Stern sich entlang des Horizontalasts im HR-Diagramm bewegt hat, ist er im Instabilitätsstreifen gelandet. Deshalb pulsiert der Stern mit einer Periode von etwa 0,58 Tagen (14 Stunden) zwischen einer Magnitude von 9,89 bis 11,09.
Der Stern ist ein sehr alter Stern mit geringer Metallizität und gehört zu den Population II-Sternen.